# Gul flodabborre
Gul flodabborre (Macquaria ambigua) är en sötvattensfisk i ordningen abborrartade fiskar som finns i Australien.

## Utseende
En avlång fisk med hög kropp, tydligt konkav panna och mun med underbett. Färgen varierar från bronsfärgad, olvgrön till brunaktig på ovansidan med gul buk. Som mest kan den bli 76 cm lång och väga 23 kg; normalt är den dock mellan 40 och 50 cm lång och väger 5 kg. Stjärtfenan är tvärt avhuggen. Ungfiskarna är mera silverfärgade med gråspräckliga sidor.

## Vanor
Även om den gula flodabborren föredrar varma, långsamma, grumliga vattendrag och djupa vattenhålor med rikligt med gömställen förekommer den i alla flodtyper, från långsamma till klara, snabbflytande. Den tål temperaturer från 4° till 35°C och är mycket salttålig. Födan består av kräftor, speciellt arten Cherax destructor, fisk och blötdjur. Högsta konstaterade ålder är 20 år.

### Fortplantning
Hanarna blir könsmogna vd en ålder av 2 till 3 år (20 till 30 cm), honorna vid 4 år (40 cm). Lektiden infaller under tidig vår till senhöst, under vilken arten vandrar långa vägar (2 000 km har konstaterats) uppströms i vattendragen för att leka. Parningen sker nattetid i lugnvatten nära ytan. Äggen, som svävar nära ytan, kläcks efter 1 – 1,5 dygn.

## Utbredning
Den gula flodabborren är en australiensisk art som finns i Murray-Darlings flodsystem, Eyresjön och Bulloofloden i Victoria och New South Wales samt Dawson-Fitzroys flodsystem i sydöstra Queensland. Den har dessutom inplanterats i ett flertal vattendrag i Queensland och New South Wales.

## Kommersiell användning
Arten är en uppskattad matfisk som är föremål både för sportfiske, fiskodling och kommersiellt fiske. Den anses vara godast som ung, eftersom äldre fiskar ofta samlar på sig en hel del fett. Den förekommer dessutom som akvariefisk som bäst hålles ensam på grund av sin aggressiva natur.